# Südafrikanische Staatsangehörigkeit
Die südafrikanische Staatsangehörigkeit bestimmt die Zugehörigkeit einer Person zum Staatsverband der Republik Südafrika mit den zugehörigen Rechten und Pflichten. Seit 1994 gehen mit der Staatsangehörigkeit auch einheitliche Bürgerrechte einher.
Wie in der britischen Tradition üblich, gab es lange eine starke Geburtsortskomponente (ius soli). Durch verschiedene Änderungen wurde das Abstammungsprinzip immer mehr gestärkt.

## Historische Entwicklung
Seit Ende der napoleonischen Kriege britisch waren die Kapkolonie und die Provinz Natal. Die im frühen 18. Jahrhundert noch nicht von Bantus besiedelten, fast menschenleeren Gebiete im Nordosten wurden durch vom Kap abgewanderten holländisch-stämmigen Siedlern, die vor den Briten flohen, urbar gemacht. Es entstanden verschiedene Burenrepubliken. Deren burghers waren weiße Nachfahren der mit der VOC gekommenen Holländer. Gut organisierte Staatswesen bestanden mit der Transvaal-Republik und dem Oranje-Freistaat.
In der Kapkolonie und Natal galten die britischen Staatsangehörigkeitsregeln. Durch die Immigration Acts von 1902 und 1906 wurde aber bei Einreise sichergestellt, dass gewisse unerwünschte Personen nicht bleiben durften: gefordert wurden ausreichend Reisegeld, Unbescholtenheit (keine Geisteskranken, Straftäter oder Prostituierte) sowie Lese- und Schreibkenntnisse einer europäischen Sprache.
In Transvaal z. B. wurden hier geborene weiße Männer burghers, wenn sie mit 21 volljährig wurden, oder sie ein Jahr hier gelebt hatten und Grundbesitz erwarben oder wer das Bürgerrecht direkt für £ 7 10' kaufte. Mit diesem Status war für Männer, die Protestanten sein mussten, das Recht Land besitzen zu dürfen verbunden, was wiederum die Wählbarkeit sicherte. Andererseits waren die Männer von 16 bis 60 (effektiv 18-50) in den Milizen dienstpflichtig, wobei Pferd und Waffe selbst zu stellen waren. Später unterschied man zwischen burghers 1. und 2. Klasse. Erstere mussten vor 1876 in der Republik gewohnt haben und als Milizionär an einem der Kriegszüge der 1880/90er Jahre teilgenommen haben. Bürger 2. Klasse waren Eingebürgerte und deren männliche Nachfahren ab 16 Jahren. Nach zwölf Jahren konnte das Oberhaus beschließen, ihnen Bürgerrechte der 1. Klasse zu verleihen. Im Lande geborene Ausländerkinder konnten sich mit 16 registrieren lassen, dann wurden sie mit 18 Bürger 2. Klasse. Das Oberhaus konnte sie schon nach zehn Jahren aufwerten. Für Einbürgerungen war in jedem Fall eine Gebühr von £ 2 fällig.

Act. 3 of 1885 verbot die Einbürgerung von Nicht-Europäern, ausgenommen britischen Untertanen aus Indien, die melde- und steuerpflichtig waren.
Die Buren wurden, wenn sie in den Territorien wohnten, durch die Annexionen nach dem zweiten Burenkrieg, britische Untertanen; ab 1902 zurückkehrende Flüchtlinge sobald sie den im Friedensvertrag vorgesehenen Treueeid leisteten.
Nach dem Ende der Eigenständigkeit, ab 1904, konnten Ausländer nach fünf Jahren Aufenthalt in Transvaal eingebürgert werden. Dabei genügte sogar ein Jahr in der Kolonie und vier Jahre irgendwo sonst im Empire. Die Orange River Colony übernahm diese Bestimmungen.

### Südafrikanische Union
Wichtige staatsrechtliche Änderungen brachte 1910 die Gründung der intern selbstverwaltenden südafrikanischen Union, die durch das Westminster-Statut 1931 dann zwar Teil des Empire blieb, aber de jure gleichberechtigter Partner des Mutterlandes war. Nach einer Volksabstimmung 1960 erfolgte der Austritt aus dem Commonwealth 1961, der bis 1994 dauerte. Es erfolgte die Umbenennung in „Republik Südafrika.“
Durch den Naturalisiation of Aliens Act, № 4 1910 (Union) und Immigrants Regulation Act, № 22 of 1913 wurden die Regeln der Kapkolonie für die ganze, neugeschaffene Union, praktisch unverändert übernommen.
Der British Nationality and Status of Aliens Act 1914 bestimmte erstmals genauer den bisher eher gewohnheitsrechtlich definierten (theoretisch weltweit einheitlichen) Status des britischen Untertanen (“British subject”). Schon dieses Gesetz erlaubte es (nur) den selbstverwalteten Dominions zwischen verschiedenen Klassen von britischen Untertanen zu unterscheiden, was die schon seit den 1890ern übliche Diskriminierung indischer Wanderarbeiter in Südafrika legitimieren half. Grundsätzlich folgte bis 1948 die Staatsangehörigkeit einer verheirateten Frau der des Mannes.
Später erging der British Nationality Act 1948 der den Status (verbliebener) kolonialer Untertanen regelte. Für das selbst regierte Südafrika hatte er nur bis 1961 hinsichtlich des immer bedeutungsloser werdenden Status eines “Commonwealth citizens” und für Einwohner aus anderen britischer Kolonien Bedeutung.

#### Staatsangehörigkeitsgesetz 1926
Erstmals eine „Unionsbürgerschaft“ schuf man mit dem British Nationality in the Union and Naturalization and Status of Aliens Act, 1926. Man legte fest, dass jeder in der Union Geborene deren Bürger war, außer er hatte eine fremde Staatsbürgerschaft. Weiterhin galt dies für jedes British subject, wenn legal ins Land gekommen, nach mindestens zwei Jahren Hauptwohnsitz (domicile) hier. Ausländer, die drei Jahre legal in einem der vier Teile der Union gelebt hatten und, gleichgültig aufgrund welchen Gesetzes eingebürgert British subject geworden waren, wurden ebenfalls Unionsbürger. Ausgeschlossen blieben “prohibited immigrants” im Sinne der Ausländergsetzgebung.
Eingebürgert werden konnte nun, wer fünf der letzten acht Jahre im Empire gelebt hatte. Das letzte Jahr vor Antrag musste in Südafrika verbracht worden sein. Einheiratende Frauen erwarben die Staatsangehörigkeit mit der Hochzeit. Weiterhin auch im Ausland geborene Kinder eines südafrikanischen Vaters.
Mit der Aufgabe des domicile ging die Unionsbürgerschaft verloren. Sie konnte aufgegeben werden wenn der Betroffene Anspruch auf eine andere Staatsangehörigkeit im Commonwealth hatte, was aber den Status des British subject unberührt ließ.
Sonstige Gesetze
- Aliens Act, 1937
- Naturalization and Status of Aliens Amendment Act, 1942 (№ 35 of 1942, in Kraft 9. Mai) gerichtet gegen potentiell feindliche Ausländer und ihre Frauen

Definitionen der “Union Nationals” finden sich in:
- Union Nationality and Flags Act, Act № 40 of 1927, wodurch Südwest staatsrechtlich de facto der Union angeschlossen wurde
- Nationalization and Amnesty Act, Act № 14 of 1932

#### Staatsangehörigkeitsgesetz 1949

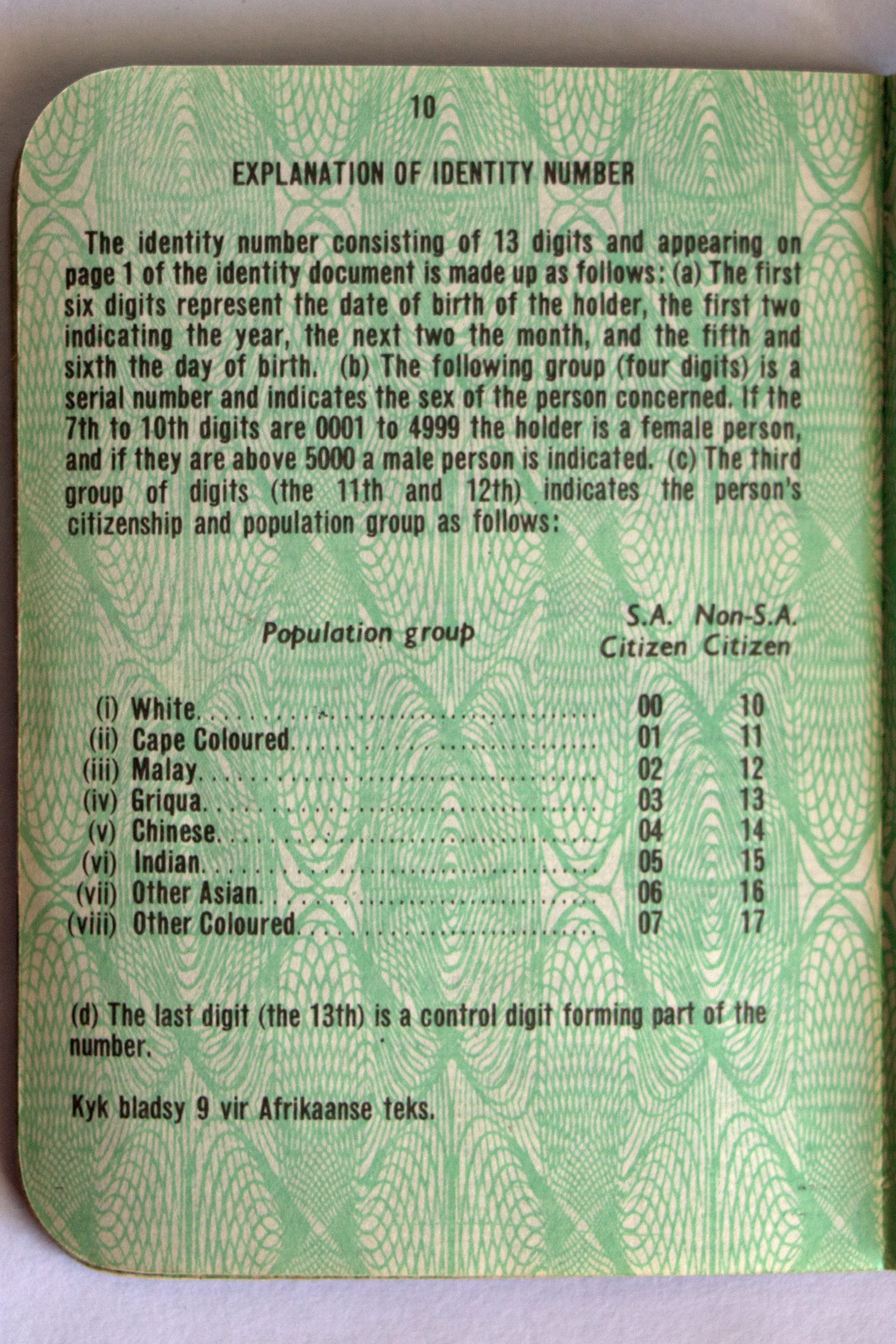
Die Bürgerrechte der Bewohner Südafrikas waren aus rassischen Gründen 1948–94 eingeschränkt. Schon an der Nummer eines Personalausweises waren Geschlecht und Rassenzugehörigkeit erkennbar, was auch, wie hier gezeigt, in Personalausweisen erläutert wurde.

Der South African Citizenship Act, vom 2. Sept. 1949 galt für alle “persons born in the Union or South-West Africa” ohne rassische Diskriminierung. Hier ist erstmals von einer „südafrikanischen Staatsangehörigkeit“ die Rede.
Als Südafrikaner definierte man alle Bürger der Union, die diesen Status aufgrund älterer Gesetze hatten oder nach Inkrafttreten des Staatsangehörigkeitsgesetz 1926 in Südwestafrika geboren waren, vorausgesetzt sie lebten im Lande und hatten keine andere Staatsbürgerschaft (erworben). Eingeschlossen wurden auch Personen, die nach den Bestimmungen des Gesetzes 1942 ausgeschlossen worden waren sowie im Lande legal lebende “British Subjects” aufgrund älterer Regeln. Ein Verwaltungsverfahren zur Feststellung bestehender Staatsbürgerschaft, entsprechender Einbürgerungsregister und Urkunden war vorgesehen. Falschangaben waren gemäß den gesetzlichen Bestimmungen über den Meineid (“perjury”) strafbewehrt.
Eheschließungen hatten nun keine Auswirkungen in Staatsbürgerschaftsfragen mehr. Frauen, die ihre Unionsbürgerschaft durch Eheschließung aufgrund älterer Gesetze verloren hatten, galten ab Inkrafttreten wieder als südafrikanische Bürger oder British Subjects.
Erwerb
Für die Zeit nach Inkrafttreten gab es eine starke ius soli-Komponente, so dass alle im Lande geborenen Südafrikaner wurden, sofern ihre Eltern bzw. Mutter legal im Lande waren. Hierbei galten Einschränkungen für Kinder von internierten feindlichen Ausländern und Personen, die sich illegal (als “prohibited person”) im Lande aufhielten. Auch Kinder von ausländischen Vätern im südafrikanischen Staatsdienst wurden ab Geburt Bürger.
Bei Auslandsgeburten wurde die südafrikanische Staatsbürgerschaft nur über den Vater weitergegeben. Seit 1983 waren Auslandsgeburten formgerecht anzumelden.
Die Bestimmungen über den Erwerb durch Registrierung wurden 1962 aufgehoben. Diese hatten vor allem Personen betroffen, die durch die Annexion der Burenrepubliken “British subjects” geworden waren oder solche, die unter die Amnestie von 1932 fielen.
Einbürgerungsvoraussetzungen
- Volljährigkeit
- guter Charakter
- legaler Aufenthalt im Lande mit Daueraufenthaltsgenehmigung
- vier Jahren Wohnsitz innerhalb der letzten acht, davon das Jahr vor Antragstellung ununterbrochen. (Eingerechnet wurden auch Staatsdienst im Ausland oder auf südafrikanisch geflaggten Schiffen. Ausschlußzeiten waren Aufenthalte im Gefängnis, Irrenhaus, Internierungs- oder Kriegsgefangenenlager usw.)
  - Verzichtet werden konnte auf die Wartefrist für Nachfahren in männlicher Linie ehemaliger „burgher“ der Burenrepubliken oder ehemals südafrikanische Staatsangehörige
  - für ausländische Ehefrauen und Witwen galt eine verkürzte Frist von zwei Jahren
- Kenntnisse einer der offiziellen Sprachen, Englisch oder Afrikaans (Für Sprecher beider konnte die Wartefrist auf drei Jahre verkürzt werden.)
- Staatsbürgerliche Kenntnisse und den Wunsch dauerhaft im Land zu leben

Einbürgerungen waren reine Ermessensentscheidungen des Innenministers. Die Einbürgerungsurkunde wurde nur dann ausgehändigt, wenn ein Einzubürgernder (über 14 Jahre), innerhalb sechs Monaten nach positiver Bescheidung den entsprechenden Treueeid leistete.
Widerrufsgründe waren, im Ermessen des Ministers:
- Falschangaben beim Antrag
- Verurteilungen:
  - zu einer Haftstrafe zu mehr als einem Jahr oder Geldstrafe von über £ 100 innerhalb fünf Jahren nach Einbürgerung
  - wegen Hochverrats, Majestätsbeleidigung, “sedition,” Landfriedensbruchs
- im Ausland illoyales Handeln gegenüber seiner Majestät (bis 1962)
- Weitergehende ministerielle Gründe, vor allem im Bezug auf Minderjährige, wurden durch Gesetz № 95 of 1981 aufgehoben. Für diese Fälle hatte der Betroffenen die Möglichkeit einer Anhörung vor einer dreiköpfigen Kommission unter Leitung eines Richters des obersten Gerichts gehabt.

Gesetzesänderung 1984
Nicht vorbestrafte Ausländer, die einen Anspruch auf Daueraufenthaltsberechtigung gehabt hätten und nach 1978 fünf Jahre im Lande gewohnt hatten, ersaßen einen Einbürgerungsanspruch, wenn sie zwischen 15½ und 25 Jahre alt waren. Diese Einbürgerung erfolgte automatisch und sollte vor allem junge Wehrpflichtige für das immer mehr bedrängte Regime sichern. Minderjährige mussten, wenn sie dies nicht wollten, vor Eintreten des Effekts eine gegenteilige Erklärung abgeben. Andererseits hatte der Minister das Recht, „nach Belieben bestimmte Personengruppen“ (gemeint waren Schwarze und Asiaten) von der Anwendung dieser Regel auszuschließen.
Verlustgründe
- für Volljährige, bei Auslandsaufenthalt und freiwilliger Annahme einer fremden Staatsbürgerschaft (außer im Fall von Heirat) automatisch oder Abgabe einer entsprechenden Erklärung (d. h. Entlassung), die im Kriegsfall verweigert werden konnte. Selbiges erstreckte sich auch auf Kinder. (Hinsichtlich der Voraussetzungen und Formalien geändert zum Stichtag 13. Mai 1963.)
  - mit einem Elternteil ausgebürgerte Kinder konnten innerhalb eines Jahres nach Erreichen der Volljährigkeit die Wiedereinbürgerung verlangen.
- als Doppelstaatler bei Eintritt in eine fremde Wehrmacht, während sich im Krieg mit Südafrika befindet.
- Personen, die durch Einbürgerung oder Registrierung Südafrikaner geworden waren, verloren diese nach siebenjährigem Auslandsaufenthalt wieder, sofern sie nicht im südafrikanischen Staatsdienst standen oder eine ministerielle Erlaubnis hatten.
- Im Ausland geborene und lebende Südafrikaner verloren ihre Staatsangehörigkeit auch dann, wenn sie über keinen gültigen Pass verfügten.

Sonstige Gesetze
Das Volljährigkeitsalter war 21.
Weitere Gesetze, die Staatsangehörigkeitsfragen berührten:
- Commonwealth Relations Act, № 69 of 1962
- Residence in the Republic Regulation Act, № 23 of 1964
- Promotion of Bantu Self-Government Act 1959 und Bantu Homelands Citizenship Act, 1970 (= National States Citizenship Act, 1970), aufgehoben 27. Apr. 1994
- Matters concerning Admission to and Residence in the Republic Amendment Act, № 53 of 1986 (= Residence in the Republic Amendment Act, 1986)
- Restoration of South African Citizenship Act, № 73 of 1986 (Aufgehoben zum 1. Jan. 1994 durch Restoration and Extension of South African Citizenship Act, № 96 of 1993).
- Attainment of Independence by Namibia Regulation Act, 1990 und Application of Certain Laws to Namibia Abolition Act, № 112 of 1990

### Staatsangehörigkeitsgesetz 1995
Die vorläufige Verfassung, in Kraft 27. Apr. 1994, führte gleiche Rechte für alle Staatsbürger ein. Die Verfassung von 1996 garantiert das Recht auf Staatsangehörigkeit. Sie enthält auch ein Verbot des Entzugs der Staatsangehörigkeit. Das Volljährigkeitsalter wurde 2005 auf 18 gesenkt. Die Ehe ohne Trauschein (“customary union”) und Polygynie ist anerkannt, ebenso seit 2006 die Gleichgeschlechtliche Ehe.
South African Citizenship Act, 1995 (SACA). Die Zuständigkeit liegt beim Department of Home Affairs. Als Nachweisinstrumente gelten Geburtsurkunden, südafrikanische Personalausweise oder das Verwaltungsverfahren „Determination of Citizenship Status South Africa“. Falschangaben können mit bis zu acht Jahren Haft bestraft werden.
Unmittelbar nach Erlass gab es eine Amnestie für undokumentierte Arbeiter vor allem aus Mosambik. Gerade in den ersten Jahren nach Ende der Apartheid, als die südafrikanische Wirtschaftskraft von der ANC-Regierung noch nicht durch Korruption und Misswirtschaft zerstört war, kam es zu illegaler Zuwanderung aus den Nachbarländern. Seit 2005 kam es immer wieder zu xenophoben Pogromen einheimischer Schwarzer gegen die Zuwanderer. Auch deshalb erfolgt die Auslegung der Bestimmungen durch das Ministerium seit 2005 zunehmend strenger. Dazu kommt Inkompetenz, die Ausrede es gäbe keine “regulations” oder man schiebt das weltweit beliebt gewordene Argument der „nationalen Sicherheit” vor, um Antragsteller zu benachteiligen. Diesen bleibt dann nur der teure und ohne Unterstützung meist nicht bezahlbare Marsch durch die Gerichtsinstanzen, was 4–5 Jahre dauert.
Ab Geburt
oder Abstammung (Auslandsgeburt ”by descent”) Südafrikaner ist:
- wer nach früheren Gesetzen, oder durch Abstammung, Staatsangehöriger wurde
- wer seit Inkrafttreten des Gesetzes im Staatsgebiet geboren wurde (eingeschränkt 2010)
- wer als uneheliches Kind eines im Staatsdienst stehenden Südafrikaners geboren wurde
- wer im Ausland mit einem südafrikanischen Elternteil geboren wurde, wenn die Geburt formgerecht angemeldet wurde.[18]
- wer gemäß den Bestimmungen des Child Care Act, 1983[19] von einem Südafrikaner adoptiert wurde
- Kinder Staatenloser können die Staatsangehörigkeit ab Geburt erhalten, vorausgesetzt die Geburt wurde angemeldet.

Kinder von Ausländern, die kein Daueraufenthaltsrecht in Südafrika haben, wurden ab Geburt Bürger, wenn wenigstens ein Elternteil legal im Lande war.

Dies wurde 2010/3 dahingehend verschärft, dass sie nun erst mit Einritt der Volljährigkeit die südafrikanische Staatsbürgerschaft beantragen können, wenn sie durchgehend hier gelebt haben und eine entsprechende Geburtsurkunde haben.
Gewisse Nachweisschwierigkeiten ergeben sich aus den Formvorschriften um den Births and Deaths Registration Act. So können z. B. uneheliche Kinder nur unter der Mutter angemeldet werden. Ohne geregelten Aufenthaltsstatus ist eine Anmeldung gar nicht erlaubt.
Einbürgerungsvoraussetzungen
änderten sich kaum ggü. den älteren Regeln:
- Volljährigkeit
- guter Charakter
- Wohnsitzerfordernis: die Wartefrist erforderte vier Jahre Wohnsitz (”ordinary residence”) im Lande während der letzten acht vor Antragstellung. Für Verheiratete bzw. Witwen war sie verkürzt auf zweijährige Ehe und Aufenthalt in Südafrika.
- Kenntnisse einer der offiziellen Sprachen
- Staatsbürgerliche Kenntnisse und den Wunsch, dauerhaft im Land zu leben

Vor Aushändigung der Einbürgerungsurkunde ist ein Treueeid zu leisten. Bei Betrug oder falschen Angaben kann die Einbürgerung widerrufen werden.
Doppelstaatlichkeit
Doppelstaatlichkeit ist möglich, besonders wenn eine fremde Staatsbürgerschaft ex lege, z. B. durch Heirat, Geburt im Ausland in einem ius soli-Staat o. ä. erworben wurde. Auch Minderjährige, die eine andere Staatsbürgerschaft (mit ihren Eltern) erhalten haben, bleiben lebenslang Südafrikaner.

Wer als Volljähriger freiwillig eine fremde Staatsbürgerschaft annehmen will, muss, wie das schon im Gesetz 1949 vorgesehen war, vom Innenminister vorher eine Beibeihaltungsgenehmigung (“Letter of Retention”) einholen. Diese Regel wird seit 2011 strenger angewandt. Wichtig ist sie vor allem für die zahlreichen nach Großbritannien ausgewanderten Südafrikaner, die, wenn sie auch nur einen vormals britischen Großelternteil haben, unter erleichterten Bedingungen aufgenommen werden.
Verlustgründe
- automatisch bei freiwilliger Annahme einer fremden Staatsbürgerschaft oder Abgabe einer entsprechenden Erklärung (d. h. Entlassung)
- durch ministerielle Anordnung:
  - als Doppelstaatler bei Eintritt in eine fremde Wehrmacht, die einen Krieg gegen Südafrika führt. (Seit 2010: „einen Krieg führt, den Südafrika nicht unterstützt.“)
  - bis 2004: Gebrauch eines ausländischen Reisepasses
  - Aberkennung ist möglich wenn ein Südafrikaner, auch im Ausland, zu mehr als zwölf Monaten Haft verurteilt wurde, sofern keine Staatenlosigkeit eintritt.

Eheschließungen haben keine Auswirkungen in Staatsangehörigkeitsfragen mehr.
Wiederannahme
Personen, die ihre südafrikanische Staatsangehörigkeit verloren haben, können diese auf Antrag wieder erhalten (“certificate of the resumption”), eventuell auch als Doppelbürger.
In jedem Fall behalten Südafrikaner, die ab Geburt Bürger waren, lebenslang das Recht auf eine Daueraufenthaltserlaubnis.

#### Gesetzesänderung 2010
Die bisherige Kategorie “citizenship by descent” wurde der „bei Geburt“ gleichgestellt.
Der bisherige Erwerb durch ius soli für in Südafrika geborene Kinder mit einem ausländischen Elternteil wurde dahingehend verschärft, dass sie nur noch wenn sie bis zum Erreichen der Volljährigkeit im Lande gewohnt haben südafrikanische Bürger werden.
Ein Urteil des Verfassungsgerichts Ende Februar 2020 stellte das 2013 abgeschaffte ius soli für in Südafrika geborene Kinder von Ausländern ohne Daueraufenthaltsrecht wieder her, so dass diese nun auf Antrag bei Volljährigkeit die Staatsangehörigkeit erhalten können.
Die Wartefrist für Einbürgerungsanträge wurde geändert in fünf Jahre Daueraufenthalt (“permanent residence”) vor Antragstellung, wobei in diesem Zeitraum keine Auslandsaufenthalte über 90 Tage zulässig sind. Seit 2002 wird eine Daueraufenthaltserlaubnis nur nach fünf Jahren legalen Aufenthalt mit anderem Status erteilt, so dass die Wartefrist effektiv auf zehn Jahre verlängert wurde. Diese gilt nun auch für Ehepartner. Neu ist auch der verlangte Nachweis der Aufgabe fremder Staatsbürgerschaft, wenn das Heimatland keine Doppelstaatlichkeit gestattet. Die Maßnahme richtet sich vor allem gegen Bürger der Entwicklungsgemeinschaft des südlichen Afrika.
Der Minister kann nach freiem Ermessen Einbürgerungen für Hochqualifizierte nach kürzerer Wartezeit genehmigen, hat aber eine Namensliste an das Parlament zu leiten.

### Internationale Abkommen
Südafrika ist weder dem Staatenlosenübereinkommen noch dem Übereinkommen zur Verminderung der Staatenlosigkeit beigetreten.
Südafrika hat 1996 die Flüchtlingskonvention samt Zusatzprotokoll ratifiziert, jedoch die weitergehende afrikanische Flüchtlingskonvention nicht gezeichnet. Unter dem Eindruck der Erfahrung der ersten Generation der ANC-Führer erließ man ein für afrikanische Verhältnisse weitreichendes Flüchtlingsgesetz. Anerkannten Flüchtlingen steht (theoretisch) der Weg zur Daueraufenthaltserlaubnis als Voraussetzung für eine spätere Einbürgerung offen. Seit einer Gesetzesreform Anfang 2020, als etwa 191.000 Asylanten registriert waren, wendet man Vorschriften sehr kleinkariert an. Man schreckt auch vor Refoulement nicht mehr zurück.
Zwar müsste man nach der Kinderrechtskonvention, der man beigetreten ist, dafür sorgen, dass alle Kinder eine Staatsangehörigkeit erhalten, dies ist jedoch an legalen Aufenthalt und strenge Formvorschriften bei der standesamtlichen Meldung gebunden. So wird effektiv verhindert, dass etliche Ausländerkinder eine Staatsbürgerschaft erhalten. Nicht beigetreten ist Südafrika bis 2020 der noch weiterreichenden Wanderarbeiterkonvention.
Aus dem Vorstehenden erklärt sich, weshalb im Staatsangehörigkeitsgesetz jegliche Schutzmaßnahmen oder Erleichterungen fehlen. Es fehlt auch jegliche Bestimmung zur Geburtsortsvermutung von Findelkindern.

## Homelands

Die Homelands für Bantus, schufen, sofern sie „unabhängig“ geworden waren, ihre eigenen Staatsangehörigkeiten. Sie wurden Anfang 1994 wieder nach Südafrika eingegliedert.

Bestehende Reservate wurden ab 1959 sukzessive für verschiedene Bantu-Stämme in Homelands (= Bantustans) umgewandelt. Hier hatte die indigene Bevölkerung im engen Rahmen der damaligen Zeit politische Mitwirkungsrechte. Durch den Bantu Homelands Citizenship Act, 1970 wurde jeder schwarze Einwohner Südafrika Staatsangehöriger (citizen) eines Homelands, blieb aber (noch) Bürger (national) Südafrikas. Beginnend mit der Transkei 1976 wurden auch Bophuthatswana 1977, Venda 1979 und 1981 die Ciskei unabhängig, was aber international nicht anerkannt wurde.
Diese Gebiete erließen dann zugleich mit ihren Verfassungen, z. B. der Transkei Constitution Act, Staatsangehörigkeitsgesetze, die sich inhaltlich kaum unterschieden. Die jeweilige Staatsangehörigkeit erhielt, hier geschildert am Beispiel Bophutatswanas, wer:
- als Schwarzer im Homeland geboren war, wenn mindestens ein Elternteil deren Bürger war (also auch Mischlinge), unabhängig vom Wohnort.
- Schwarze, die dort vor der Unabhängigkeit fünf Jahre ihren Hauptwohnsitz (“domicile”) hatten oder später nach der Wartefrist einen Einbürgerungsantrag gestellt hatten.
- Schwarze, die eine der für ihren Stamm typischen Bantu-Sprachen gebrauchten, wenn sie nicht Angehörige eines anderen Homelands waren. Dies schloss auch Personen andrer Rasse (Inder, sog. “coloureds,” Weiße oder Asiaten) ein, wenn sie als Muttersprache die jeweilige Bantu-Sprache benutzten.
- Verwandte der Vorstehenden, wenn sie sich mit der Lebensweise und Kultur des Homelands identifizierten. Dies betraf z. B. einheiratende Nicht-Schwarze, auch wenn sie andernorts wohnten.

Zur Entscheidung von Zweifelsfällen wurde die Einrichtung von “citizenship boards” genannten Kommissionen geplant. Die Homelands stellten entsprechende Urkunden und reisepassähnliche Dokumente aus (das Wort „Reisepass“ fehlte auf dem Umschlag). International anerkannt waren sie nicht. Innerhalb Südafrikas galten solche Personen als “non-citizen nationals.”
Durch den Restoration of South African Citizenship Act, 1986 wurden diejenigen Homelandbürger wieder Südafrikaner, die vor der jeweiligen Unabhängigkeit geboren waren und dauerhaft in der Union wohnten. Durch den Restoration and Extension of South African Citizenship Act wurden alle Bürger der Bantustans mit Wirkung zum 1. Jan. 1994 wieder südafrikanische Staatsangehörige.

## Südwestafrika
Für das Deutsche Reich waren seine Kolonien staatsrechtlich Ausland geblieben. Dies ließ sich mit zunehmenden Ausbau juristisch sauber ab 1905 kaum noch rechtfertigen. Die Kolonialverwaltung von Deutsch-Südwestafrika tat bereits zu dieser Zeit alles was möglich war um farbigen Einwohnern den Zugang zu Rechten zu verwehren. Die 1895 zugewanderte Gruppe der Baster, burisch-afrikanischer Mischlinge galten als Eingeborene. 1903 lebten 3700 Weiße im Land, vor Beginn des Krieges waren es 15.000, darunter knapp 13.000 Deutsche, davon 3058 Frauen, 3042 Kinder. Ein Effekt des neuen deutschen Staatsangehörigkeitsgesetzes 1913 (RuStaG) war, dass Eingeborenen, die in die Schutztruppe, 1914 nur 1819 Mann, als Mannschaften eintraten, dadurch nicht mehr automatisch Deutsche wurden.

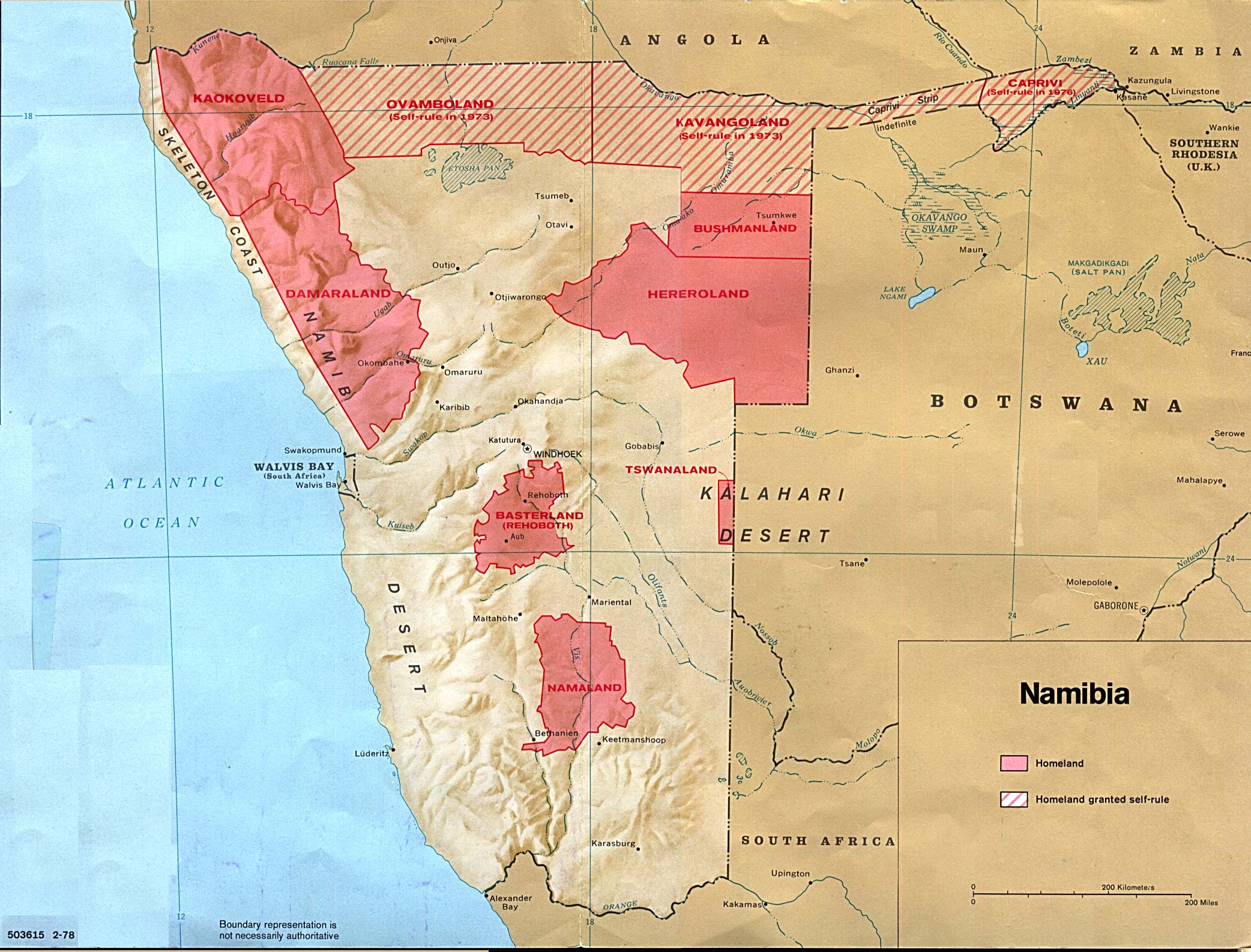
“Homelands” für die afrikanische Bevölkerung Südwest-Afrikas nach südafrikanischen Plänen 1978.

Deutsch-Südwestafrika wurde bis März 1915 durch südafrikanische Truppen kommandiert von Jan Smuts erobert. Deutsche Zivilisten wurden, unter deutlich besseren Bedingungen als in Indien, interniert. Durch den Versailler Vertrag wurde das Gebiet als C-Mandat mit der Bezeichnung South West Africa unter die Verwaltung der Südafrikanischen Union gestellt. Die von Buren dominierte Regierung hatte, anders als in anderen englischen Kolonien, ein Interesse daran, die deutschen Farmer im Lande zu halten. 7855 Deutsche, rund zwei Drittel der Vorkriegszahl, durften bleiben; dies entsprach 55 % der weißen Bewohner 1920. In den nächsten Jahren stellte sich akut die Frage nach deren Staatsangehörigkeit. Gemäß britisch-imperialen Rechts waren farbige Mandats-Bewohner als staatenlose “protected persons” zu sehen, was hinsichtlich der Nicht-Weißen („natives“), deren Zahl etwa acht Mal größer war, auch kein Problem darstellte. Die deutsche Regierung forderte ein gewisses Maß an Selbstverwaltung für die „Südwester.“ Die Union plante seit Ende des Kriegsrechts 1921 die ansässigen Deutschen per Gesetz als “british subjects,” nicht jedoch Unionsbürger, zu naturalisieren. Nach Verhandlungen mit der Mandatskommission des Völkerbundes 1923 ergab sich der Kompromiss, dass Deutschen, die nicht eingebürgert werden wollten, eine sechsmonatige Option gegeben wurde. Von dieser machten etwa 300 Männer Gebrauch, was sich dann auch auf Frau und Kinder erstreckte. Aus §25 RuStAG ergab sich für die en bloc-Eingebürgerten weiterhin der parallele Besitz der Reichsangehörigkeit. Die Weimarer Republik stimmte mit dem Londoner Abkommen Oktober 1923 ebenfalls zu, wobei sie erreichte, dass die Eingebürgerten in Südwest rechtlich Unionsbürgern gleichgestellt werden sollten. Weiterhin einigte man sich auf Wehrdienstbefreiung für dreißig Jahre sowie Garantien für Deutsch als Amts- und Schulsprache usw.
Die 1924 entworfene Vorschrift des Naturalisation Act lautete: “Notwithstanding anything contained in the Naturalization of Aliens Act, 1910, as so applied to the Territory, every adult European who, being a subject of any of the late enemy powers, was on the first day of January, 1924, or at any time thereafter before the commencement of this Act, domiciled in the Territory shall, at the expiry of six months after the commencement of this Act, be deemed to have become a British subject naturalized under the said Act of 1910, unless within that six months he signs a declaration that he is not desirous of becoming so naturalized.”
Rechtlich problematisch war ab 1926 die Eingliederung der burischen Dorslandtrekker und einer weiteren Gruppe von Buren, die vor der englischen Besetzung ihrer Republiken geflohen waren und daher bei deren Annexion mangels Wohnsitz im besetzten Gebiet nicht 1902 britische Untertanen geworden waren. Der deutsche Gouverneur hatte 1905 eine Ansiedlungsgenehmigung erteilt. In Folge erging noch der Naturalisation of Aliens in the mandated territory of South West Africa Act, № 27 of 1928.
Auch im 2. Weltkrieg wurden Deutschstämmige wieder interniert, die 1924 erteilte Staatsangehörigkeit 1942 widerrufen, aber durch das Staatsangehörigkeitsgesetz 1949 wieder hergestellt.
Ab 1962 wurde verstärkt begonnen, das Land zu „südafrikanisieren.“ Der daraufhin 1966 erfolgte Entzug der UNO-Treuhandschaft hatte jedoch bis zur Unabhängigkeit 1990 hinsichtlich der Staatsangehörigkeit keine Auswirkungen.
Nach 1990 siehe Hauptartikel: Namibische Staatsangehörigkeit 